# Annales des Sciences Naturelles; Botanique, sér. 6
Annales des Sciences Naturelles; Botanique, sér. 6 (abreviado Ann. Sci. Nat., Bot., sér. 6) fue una revista ilustrada con descripciones botánicas que fue editada en Francia. Fueron publicados 20 números en los años 1875-1885. Fue precedida por Annales des Sciences Naturelles; Botanique, sér. 5 y sustituida en el año 1885 por Annales des Sciences Naturelles; Botanique, sér. 7.